# Fontenailles (Yonne)
Fontenailles era un comune francese di 72 abitanti situato nel dipartimento della Yonne nella regione della Borgogna-Franca Contea. Dal 1º gennaio 2017 è divenuto comune delegato in seguito alla fusione con Taingy e Molesmes che ha portato alla creazione del nuovo comune di Hauts de Forterre.

## Società

### Evoluzione demografica
Abitanti censiti